# سازمان انقلاب (آق‌قلا)
روستای انقلاب یک روستا در ایران است که در بخش وشمگیر شهرستان آق‌قلا در استان گلستان واقع شده‌است.

## جمعیت
این روستا در دهستان مزرعه شمالی قرار دارد و براساس سرشماری مرکز آمار ایران در سال ۱۳۸۵، جمعیت آن ۱٬۳۰۶ نفر (۲۳۸ خانوار) بوده‌است.